# Quartier du Combat

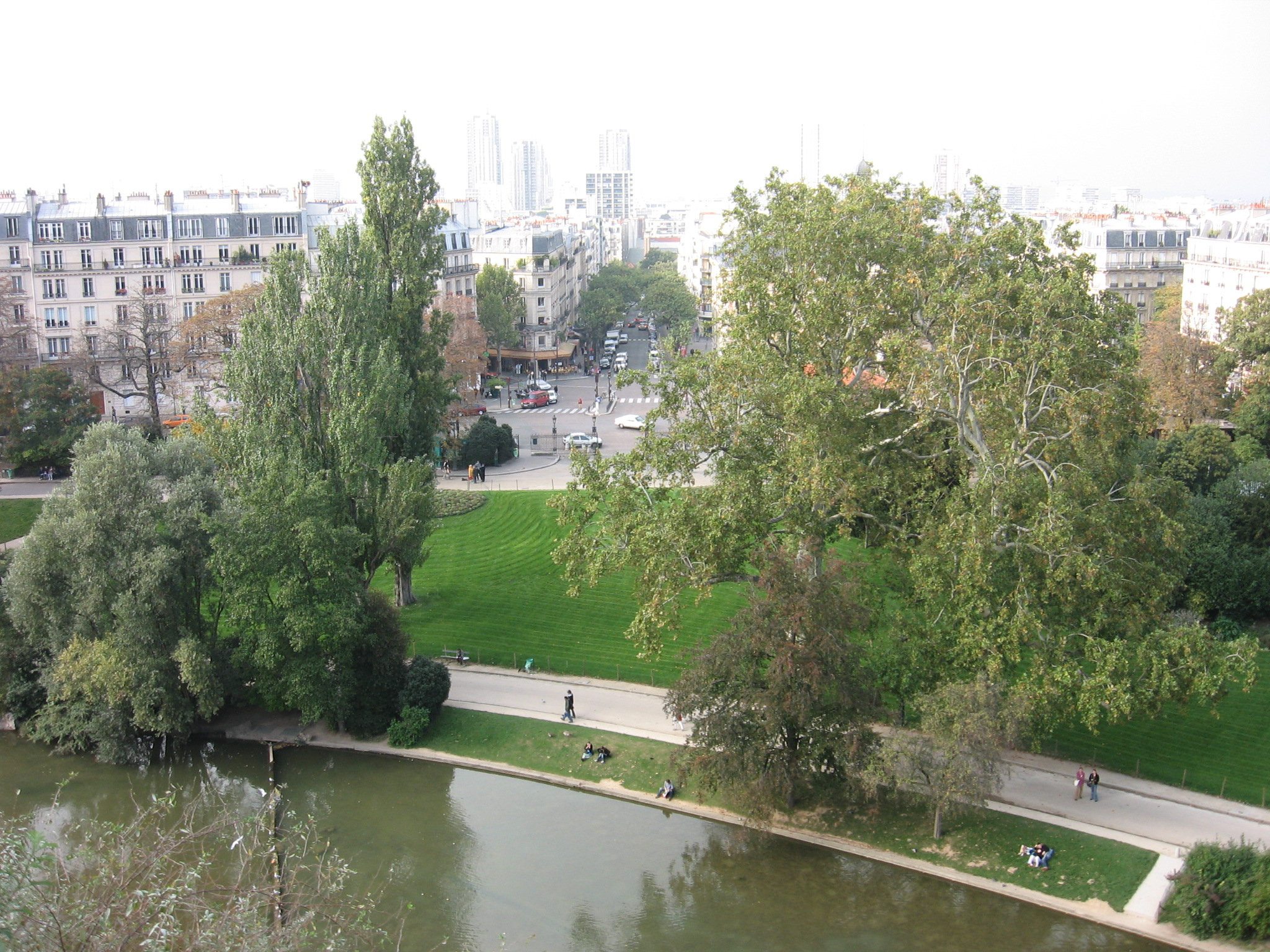
Pohled z parku Buttes-Chaumont, který zabírá 20% rozlohy čtvrtě

Quartier du Combat (čtvrť Boj) je 76. administrativní čtvrť v Paříži, která je součástí 19. městského obvodu. Má rozlohu 129,5 ha a ohraničují ji ulice Rue de Belleville na jihu, Boulevard de la Villette na západě, Rue de Meaux na severozápadě, Rue de Crimée na severovýchodě a Rue de la Villette na východě.

## Historie
Čtvrť byla pojmenována podle náměstí place du Combat, které bylo v roce 1945 přejmenováno na place du Colonel-Fabien. V letech 1778–1850 zde stávala dřevěná aréna, ve které se konaly zápasy zvířat. Aréna stávala až za městskými hradbami zvanými Fermiers généraux. Za hradbami se rovněž nacházela šibenice Montfaucon. Jednalo se o třípatrovou kamennou stavbu, kde bylo možno oběsit až 50 osob najednou. Horní patra byla vyhrazena pro osoby šlechtického původu. Byli zde popravováni odsouzenci provinilí proti králi a státu.

## Vývoj počtu obyvatel
| Rok sčítání | Počet obyvatel | Hustota zalidnění (ob./km²) |
| ----------- | -------------- | --------------------------- |
| 1954        | 45 313         | 34 991                      |
| 1962        | 46 526         | 35 927                      |
| 1968        | 41 088         | 31 728                      |
| 1975        | 36 260         | 28 000                      |
| 1982        | 37 804         | 29 192                      |
| 1990        | 39 506         | 30 507                      |
| 1999        | 38 988         | 30 107                      |